# Сегарча
Сегарча (рум. Segarcea) је град у Румунији у жупанији Долж. Налази се на надморској висини од 146 m.

## Становништво
Према подацима из 2002. године у насељу је живело 8066 становника.

### Попис2002.
| Расподела становништва по националности 2002.‍ | Расподела становништва по националности 2002.‍ | Расподела становништва по националности 2002.‍ | Расподела становништва по националности 2002.‍ | Расподела становништва по националности 2002.‍ |
| --------------------------------------------- | --------------------------------------------- | --------------------------------------------- | --------------------------------------------- | --------------------------------------------- |
|                                               |                                               |                                               |                                               |                                               |
| Румуни                                        | Румуни                                        |                                               | 7.044                                         | 87,4%                                         |
| Роми                                          | Роми                                          |                                               | 1.013                                         | 12,6%                                         |

## Галерија
- Положај Сегарче на територији жупаније Долж